# American Hockey League 1942-1943
La stagione 1942-1943 è stata la 7ª edizione della American Hockey League, la più importante lega minore nordamericana di hockey su ghiaccio. Iniziarono a farsi sentire le conseguenze della seconda guerra mondiale che portarono fra l'altro alla sospensione delle attività di diverse franchigie. La stagione vide al via otto formazioni e al termine dei playoff i Buffalo Bisons conquistarono la loro prima Calder Cup sconfiggendo gli Indianapolis Capitals 3-0.

## Modifiche
- A causa della guerra i New Haven Eagles sospesero le attività a stagione in corso.
- Per lo stesso motivo vennero momentaneamente sospese le attività degli Springfield Indians.
- I Philadelphia Rockets si sciolsero prima dell'inizio della stagione.

## Stagione regolare

### Classifica
|  | Pos. | Squadra               | Pt | G  | V  | S  | N | GF  | GS  | DR  |
|  | ---- | --------------------- | -- | -- | -- | -- | - | --- | --- | --- |
|  | 1.   | Hershey Bears         | 78 | 56 | 35 | 13 | 8 | 240 | 166 | +74 |
|  | 2.   | Buffalo Bisons        | 63 | 56 | 28 | 21 | 7 | 189 | 143 | +46 |
|  | 3.   | Indianapolis Capitals | 62 | 56 | 29 | 23 | 4 | 211 | 181 | +30 |
|  | 4.   | Pittsburgh Hornets    | 58 | 56 | 26 | 24 | 6 | 183 | 203 | -20 |
|  | 5.   | Providence Reds       | 56 | 56 | 27 | 27 | 2 | 211 | 216 | -5  |
|  | 6.   | Cleveland Barons      | 48 | 56 | 21 | 29 | 6 | 190 | 196 | -6  |
|  | 7.   | Washington Lions      | 36 | 56 | 14 | 34 | 8 | 184 | 272 | -88 |
|  | 8.   | New Haven Eagles      | 51 | 32 | 9  | 18 | 5 | 85  | 116 | -31 |

Legenda:

      Ammesse ai Playoff
      Ritirata a stagione in corso
Note:

Due punti a vittoria, un punto a pareggio, zero a sconfitta.

### Statistiche
Classifica marcatori
| Giocatore       | Squadra                 | PG | Gol | Assist | Punti |
| --------------- | ----------------------- | -- | --- | ------ | ----- |
| Wally Kilrea    | Hershey Bears           | 56 | 31  | 68     | 99    |
| Adam Brown      | Indianapolis Capitals   | 55 | 34  | 51     | 85    |
| Harry Frost     | Hershey Bears           | 56 | 43  | 30     | 83    |
| Les Cunningham  | Cleveland Barons        | 55 | 37  | 47     | 82    |
| Norman Mann     | 2 franchigie (CLE, PIT) | 55 | 31  | 45     | 76    |
| Fred Hergerts   | Hershey Bears           | 56 | 30  | 45     | 75    |
| Jim O'Neill     | 2 franchigie (WSH, HER) | 35 | 27  | 32     | 59    |
| Bill Summerhill | Buffalo Bisons          | 56 | 41  | 27     | 68    |
| Ab DeMarco      | Providence Reds         | 39 | 27  | 39     | 66    |
| Norm Locking    | Cleveland Barons        | 56 | 26  | 40     | 66    |
|                 |                         |    |     |        |       |

Classifica portieri
| Giocatore      | Squadra               | PG | MGS  |  |
| -------------- | --------------------- | -- | ---- |  |
| Gordie Bell    | Buffalo Bisons        | 52 | 2.40 |  |
| Nick Damore    | Hershey Bears         | 54 | 2.98 |  |
| Floyd Perras   | Indianapolis Capitals | 56 | 3.20 |  |
| Bill Beveridge | Cleveland Barons      | 33 | 3.21 |  |
| Frank Ceryance | 4 franchigie          | 43 | 3.53 |  |
|                |                       |    |      |  |

## Playoff
|  | Primo turno | Primo turno           | Primo turno           |                       |                       | Semifinali            | Semifinali    | Semifinali |  |  | Calder Cup | Calder Cup | Calder Cup |  |
|  |             |                       |                       |                       |                       |                       |               |            |  |  |            |            |            |  |
|  |             |                       |                       |                       |                       | 1                     | Hershey Bears | 2          |  |  |            |            |            |  |
|  |             |                       |                       |                       |                       | 1                     | Hershey Bears | 2          |  |  |            |            |            |  |
|  |             |                       | 2                     | Buffalo Bisons        | 4                     |                       |               |            |  |  |            |            |            |  |
|  |             |                       |                       | Buffalo Bisons        | 4                     |                       |               |            |  |  |            |            |            |  |
|  |             |                       |                       |                       |                       |                       |               |            |  |  |            |            |            |  |
|  |             |                       |                       |                       |                       |                       |               |            |  |  |            |            |            |  |
|  |             | Buffalo Bisons        | Buffalo Bisons        | 3                     |                       |                       |               |            |  |  |            |            |            |  |
|  |             |                       |                       |                       |                       |                       |               |            |  |  |            |            |            |  |
|  |             |                       | Indianapolis Capitals | Indianapolis Capitals | 0                     |                       |               |            |  |  |            |            |            |  |
|  | 3           | Indianapolis Capitals | Indianapolis Capitals | Indianapolis Capitals | 0                     | 2                     |               |            |  |  |            |            |            |  |
|  | 3           | Indianapolis Capitals |                       |                       |                       |                       |               |            |  |  |            |            |            |  |
|  | 4           | Pittsburgh Hornets    | 0                     |                       |                       |                       |               |            |  |  |            |            |            |  |
|  | 4           | Pittsburgh Hornets    | 0                     |                       | Indianapolis Capitals | Indianapolis Capitals | 2             |            |  |  |            |            |            |  |
|  |             |                       |                       |                       | Indianapolis Capitals | Indianapolis Capitals | 2             |            |  |  |            |            |            |  |
|  |             |                       | Cleveland Barons      | Cleveland Barons      | 0                     |                       |               |            |  |  |            |            |            |  |
|  | 5           | Providence Reds       | Cleveland Barons      | Cleveland Barons      | 0                     | 0                     |               |            |  |  |            |            |            |  |
|  | 5           | Providence Reds       |                       |                       |                       |                       |               |            |  |  |            |            |            |  |
|  | 6           | Cleveland Barons      | 2                     |                       |                       |                       |               |            |  |  |            |            |            |  |

## Premi AHL
- Calder Cup: Buffalo Bisons
- F. G. "Teddy" Oke Trophy: Buffalo Bisons

### Vincitori
| Buffalo Bisons | Portiere: Gordie Bell Difensori: Keith Allen, Bill Allum, Frank Beisler Attaccanti: Max Bennett, Robert Blake, Art Chapman, Fernand Gauthier, Fred Hunt, Max Kaminsky, Lloyd Klein, Ross Knipfel, Doug Lewis, Leo Richard, Maurice Rimstad, Carl Smith, Bill Summerhill Allenatore: Eddie Shore |

### AHL All-Star Team
First All-Star Team
- Attaccanti: Adam Brown • Wally Kilrea • Harry Frost
- Difensori: Frank Beisler • Roger Jenkins
- Portiere: Gordie Bell

Second All-Star Team
- Attaccanti: Norm Locking • Les Cunningham • Bill Summerhill
- Difensori: Bill MacKenzie • Hank Lauzon
- Portiere: Mike Karakas